# Cappella (Scorzè)
Cappella (Capeła /ka'pɛa/ in veneto) è una frazione del comune di Scorzè (Venezia), da cui dista circa 3 km.
La parrocchia locale dipende dal vicariato di Noale, della Diocesi di Treviso.

## Geografia fisica
Il territorio della frazione è pressoché pianeggiante, di natura alluvionale al pari del resto della Pianura Padana. È attraversato a sud dal fiume Dese e dal suo affluente Rio Desolino, il quale, a ovest dell'abitato, si divide in due rami prima di raggiungere il fiume principale. Lungo il corso del Dese e dei suoi affluenti è possibile scorgere alcune risorgive.

## Origini del nome
Il toponimo si riferisce al fatto che la locale chiesa era, come già detto, una delle quattro cappelle dipendenti dalla pieve di Martellago. Mentre le altre erano citate sempre associandole ai nomi dei paesi (cappelle di Maerne, di Peseggia e di Robegano), questa veniva chiamata semplicemente Cappella di Martellago.
In seguito questo nome comune divenne proprio e sarebbe poi diventato anche il cognome di illustri uomini (notai, guerrieri, cavalieri) del luogo.

## Storia

### Periodo romano
In epoca romana il territorio dove oggi sorge il paese era interessato dalla centuriazione dell'Agro altinate. In particolare, secondo alcuni studiosi, si ipotizza che uno dei possibili tracciati del decumano massimo corrispondesse all'attuale via Moglianese, la strada che passa di fronte alla chiesa. Tra i cardini, invece, si può contare l'attuale via Dante, che ancor oggi risulta essere perfettamente diritta e il suo percorso corrispondente alla lunghezza tipica delle centurie romane.

### Medioevo
Le prime notizie documentali di Cappella, comunque, risalgono all'anno 1152, quando una bolla di papa Eugenio III la designa come dipendente dalla pieve di Martellago, mentre nel 1307 è indicata come un villaggio dipendente, in ambito politico, da Treviso.
Nel 1339 diviene parte del territorio di terraferma della Serenissima Repubblica di Venezia, essendo doge Enrico Dandolo, e viene posta sotto la Podestaria di Mestre, assieme alla vicina Peseggia. Nel 1344 vi è la prima notizia di un curato, tale Presbiter Petrus, e allora la chiesa risultava già dedicata a san Giovanni Battista. Il primo parroco, Lodovico Marin di Gardigiano, invece, risale al 1593. Nel 1742 si costruisce l'organo (che sarà poi rifatto dal De Lorenzi), mentre nel 1744 il parroco Pietro Chiesa di Venezia costruisce un nuovo tempio e, qualche anno più tardi, l'attuale campanile.

### Periodo moderno
Nel 1797 la chiesa viene saccheggiata e depredata delle sue preziose argenterie dalle armate di Napoleone, il quale, il 29 aprile 1806, eleva Cappella (unita nei suoi due colmelli “di sopra” e “di sotto”) a comune con Peseggia, dipendente dal distretto di Castelfranco Veneto, cantone di Noale, dipartimento del Bacchiglione.
Con l'arrivo degli austriaci, nel 1815 Cappella finisce sotto il comune di Scorzè, per rimanervi sino ad oggi, salvo un breve periodo, tra il 1818 e il 1821, in cui fu posta sotto il comune di Martellago.

## Monumenti e luoghi d'interesse

### Chiesa parrocchiale e campanile
La chiesa parrocchiale fu ricostruita a partire dal 1909 (l'avevano preceduta altri due edifici sacri) su progetto di Antonio Beni e solennemente consacrata il 20 ottobre 1925 dal Beato Andrea Giacinto Longhin. Il campanile, alto 47 m, è stato costruito tra il 1754 e il 1759.

### Ville venete

#### Villa Morosini del Patriarca
Nella zona sorgono anche alcune ville venete, tra le quali villa Morosini del Patriarca, già residenza del patriarca di Venezia Gianfrancesco Morosini (1644-1678), costruzione di impianto cinquecentesco su preesistenti murature del XIV-XV secolo. Ha assunto la struttura attuale a seguito dei lavori di risistemazione eseguiti verso la fine del Settecento. È ricca di decorazioni e affreschi sia all'esterno (nella facciata sud) che all'interno.
Presso Villa Toffolo, costeggiante via Moglianese, cresceva un esemplare ultracentenario di Sophora japonica, tra i più longevi d'Europa, abbattuto il 4 settembre 2008 dopo che era stato parzialmente danneggiato da una tromba d'aria.
L'abbattimento affrettato della pianta ha suscitato diverse reazioni negative da parte della popolazione del paese. Il 23 aprile 2009, a parziale risarcimento per l'accaduto, è stato piantato un nuovo esemplare di Sophora japonica, di circa quarant'anni, sempre nei pressi di Villa Toffolo, mentre con il legno del vecchio albero sono state realizzate alcune sculture installate il 24 luglio dello stesso anno nel giardino di fronte l'entrata della villa.

#### Palazzo Merli
Nelle vicinanze della chiesa parrocchiale sorge palazzo Merli, grande edificio a tre piani del XVIII secolo. Internamente conserva ancora interessanti elementi decorativi (colonne, decorazioni parietali, ricche pavimentazioni), mentre all'esterno la facciata sud è arricchita da un'antica meridiana. L'edificio, ridotto oggi a deposito agricolo, versa in stato di notevole degrado. Ad ovest del palazzo non si può non notare un gigantesco esemplare di platano, tra gli ultimi alberi superstiti del parco che circondava il corpo centrale. Del complesso, che arrivava fino a via Moglianese, facevano parte anche Villa Toffolo e le abitazioni che da essa giungono fino al sagrato della chiesa.

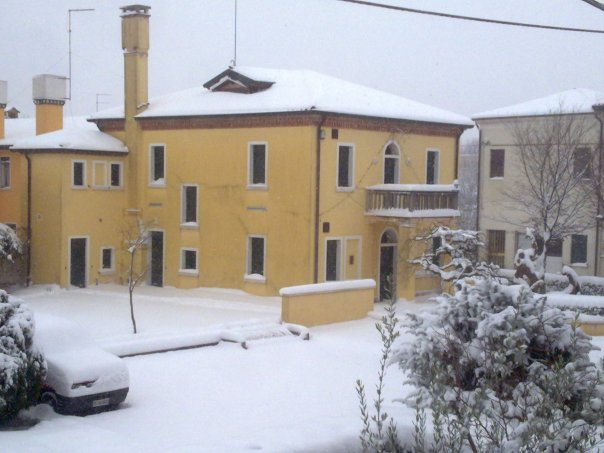
Villa Toffolo sotto la neve (19 dicembre 2009)

#### Villa Toffolo
Un altro edificio interessante è villa Toffolo, di proprietà comunale assieme all'attiguo parco dove attualmente è situato l'asilo nido del Comune.
È stata costruita dal M. Toffolo, allora direttore della Banda Musicale di Venezia e marito di Chiara Merli, figlia dei proprietari dell'omonimo palazzo, verso la fine del XIX secolo. Completamente restaurata nel 1999, è oggi sede della Pro loco comunale, al primo piano, e di una farmacia, al piano terra.

#### Villa Contarini
Sempre nel centro del paese sorgeva un altro importante e ricco edificio, villa Contarini, demolita nell'Ottocento, della quale rimaneva una barchessa che venne demolita negli anni ottanta. Era un edificio sontuoso, come si evince da una dettagliata mappa del XVIII secolo. Aveva una facciata porticata in tramontana, ampie adiacenze con colombara e un brolo circondato dal fossato, unico elemento tuttora superstite dell'intero complesso.

#### Villa Trevisan
In aperta campagna, invece, si trovava il palazzo Trevisan, risalente al XVI secolo e completato nel 1732 da un pregevole oratorio dedicato a san Giuseppe demolito nell'Ottocento. Dell'edificio, oggi demolito, rimangono solamente alcune iscrizioni e alcuni elementi marmorei decorativi.

### Mulino Pavanetto

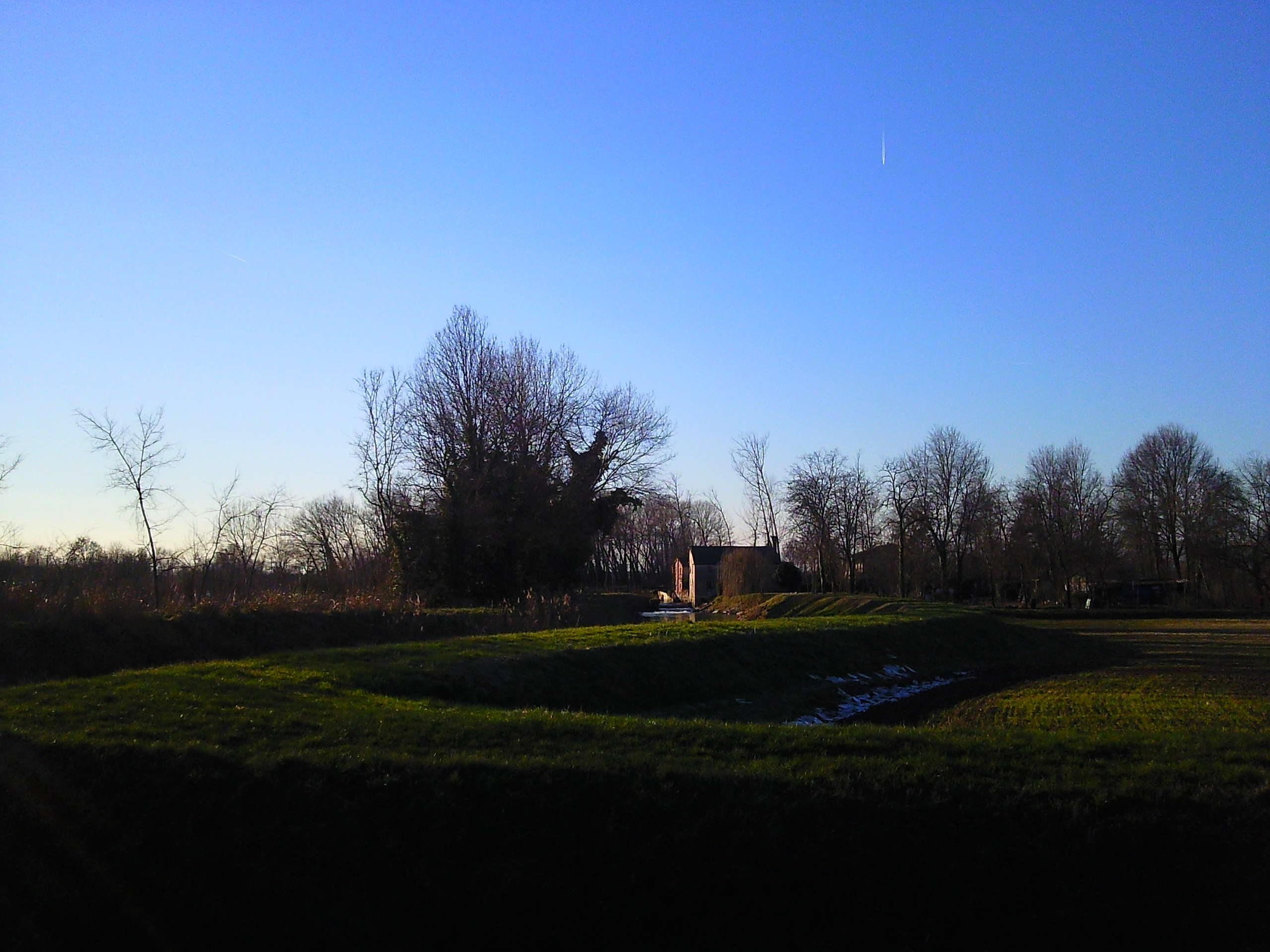
Vista invernale del mulino.

Lungo il fiume Dese si trova il mulino Pavanetto ora Cosma, il quarto mulino presente nel territorio comunale, attivo sino al 1995 ma originario del XV secolo, come risulta da un documento del 1589 che fissa la data della sua costruzione al 1470. Nel '500 apparteneva alla nobile famiglia Doria. È immerso in un verde parco naturale ricco di specie animali e vegetali ormai sempre più rare nel territorio veneto.
Il Mulino di Cappella è la tappa finale di un suggestivo percorso ciclopedonale che inizia a Scorzè presso il Mulino Todori. Il percorso si sviluppa quasi interamente lungo il fiume Dese e viene denominato "dei Quattro Mulini", poiché collega i quattro manufatti presenti nel territorio comunale. Completato nel 2019, se ne prevede il prolungamento almeno fino all'area boschiva nei pressi del casello autostradale.

### Ex convento
Lungo la strada che conduce a Zero Branco, in località Bastia (così chiamata per l'esistenza di una fortezza dei Carraresi costruita nel XIV secolo e demolita durante la dominazione della Serenissima), sorge un fabbricato a tre piani ora adibito ad abitazione privata. Si tratta di un ex monastero benedettino, costruito nel XV secolo e più volte rimaneggiato, danneggiato anche dai bombardamenti della Seconda guerra mondiale. I monaci avevano avviato il disboscamento e la bonifica del territorio circostante. Fino a pochi anni fa, si potevano ancora scorgere tracce degli antichi affreschi che decoravano l'interno dell'edificio.

### Lazzaretto
L'edificio, che sorge a circa un chilometro a nord dell'abitato, fu edificato nel 1908 per curare particolari malattie. Durante la Grande Guerra fu utilizzato come ospedale di guerra mentre in paese, nell'area che oggi ospita il campo sportivo parrocchiale, c'era un campo di prigionia per i soldati austro-ungarici. Durante il periodo fascista servì anche, durante l'estate, come colonia per bambini carenti di vitamina D. Risulta essere costruito con particolari attenzioni: sopraelevato di un metro rispetto al piano di campagna, con ampie stanze e finestre. Dopo essere stato sede della scuola elementare dal 1929 al 1959, ora è un'abitazione privata.

### Bastia
A nord dell'abitato, lungo la strada che conduce a Zero Branco, sorgeva un fortilizio di epoca carrarese adibito a deposito di armi e munizioni. L'edificio non esiste più, essendo stato demolito già sotto la Serenissima, ne rimane solamente il ricordo nella toponomastica.

### Monumenti
Due sono i monumenti presenti nel centro del paese, posti in modo speculare l'uno all'altro, ai lati dell'ingresso della casa canonica. A sinistra di questa, nel sagrato, sorge il monumento ai caduti, consistente in un classico capitello coperto ove è collocata una statua della Madonna col bambino, risalente agli inizi del '900. Nel basamento è presente la lapide con i nomi dei caduti durante la seconda guerra mondiale. Edificato nel primo dopoguerra, fu collocato nella sua attuale posizione negli anni '90 del XX secolo. A destra dell'ingresso della canonica, nel 2014 è stato realizzato il monumento a don Giovanni Battista Mason, parroco tra il 1975 e il 2001, progettato dell'architetto Federico Burbello.

### Aree verdi
A sud dell'abitato scorre il fiume Dese. Lungo il corso d'acqua si sviluppava l'ultimo biotopo dell'allora Provincia di Venezia, distrutto dall'insediamento dell'autostrada e della relativa uscita. A qualche anno dalla realizzazione dell'opera, nel 2018, è stata realizzata un'ampia area verde (all'incirca 10 ettari) comprendente un bosco di essenze autoctone, tre grandi acquitrini, e diverse arginature volte a creare una zona golenale per le possibili piene del fiume, e a contenere l'inquinamento acustico dell'arteria stradale.

## Cultura

### Istruzione
Le scuole elementari maschili furono istituite nel 1826, mentre la prima classe mista fu aperta nel 1874. L'attuale edificio scolastico, in Piazza Antonio Beni, fu costruito a partire dal 1959 su progetto dell'ing. Renato Testa e più volte ampliato. Nel secondo dopoguerra, fino al 1968, le Suore terziarie francescane elisabettine tenevano una scuola materna presso i locali della parrocchia. 
Dal 2019 è in funzione un asilo nido comunale, situato nel parco di Villa Toffolo.

### Feste, sagre e eventi
- Festa di San Giovanni Battista: il 24 giugno.
- Festa e processione della Madonna del Carmine: la domenica più vicina al 16 luglio.
- Festa del pomodoro: l'ultima settimana di luglio e la prima di agosto[15].
- Festa della Dedicazione della chiesa: il 20 ottobre.
- Rassegna organistica d'autunno: le domeniche di ottobre[16].

## Economia
La sorprendente fertilità del terreno ha ovviamente favorito lo sviluppo dell'agricoltura. In particolare, Cappella si trova in zona I.G.P. per quanto riguarda la coltivazione del Radicchio rosso di Treviso e dell'asparago bianco di Badoere. L'apertura della nuova uscita dell'autostrada, tuttavia, potrebbe influenzare non poco lo sviluppo economico del territorio del piccolo paese veneto, indirizzandolo in particolare dal primario a settori di terziario e terziario avanzato.

## Infrastrutture e trasporti
Cappella sorge lungo la S.P. 39 Moglianese, antica via romana usata nella centuriazione dell'Agro di Altino per congiungere la Via Annia ad Altino con la Aurelia a Camposampiero, che collega Scorzè a Mogliano Veneto, da cui si raggiunge la vicina Peseggia. Ad est del centro abitato corre un tratto dell'Autostrada A4 con un'uscita posta proprio nel territorio della frazione.
Cappella è servita dei mezzi dell'ACTV ed ha fermate lungo la linea 12 Mogliano-Scorzè.